# Ram Sutar
Ram Vanji Sutar (Gondur, 19 de febrero de 1925) es un escultor indio. Diseñó la Estatua de la Unidad, la estatua más alta del mundo con 182 metros, excediendo el Buda del Templo de Primavera en 54 metros.

## Vida personal
Sutar nació en una familia de Vishwakarma el 19 de febrero de 1925, en Gondur, en el distrito Dhule de Maharashtra. En 1952 se casó con Pramila.

## Carrera

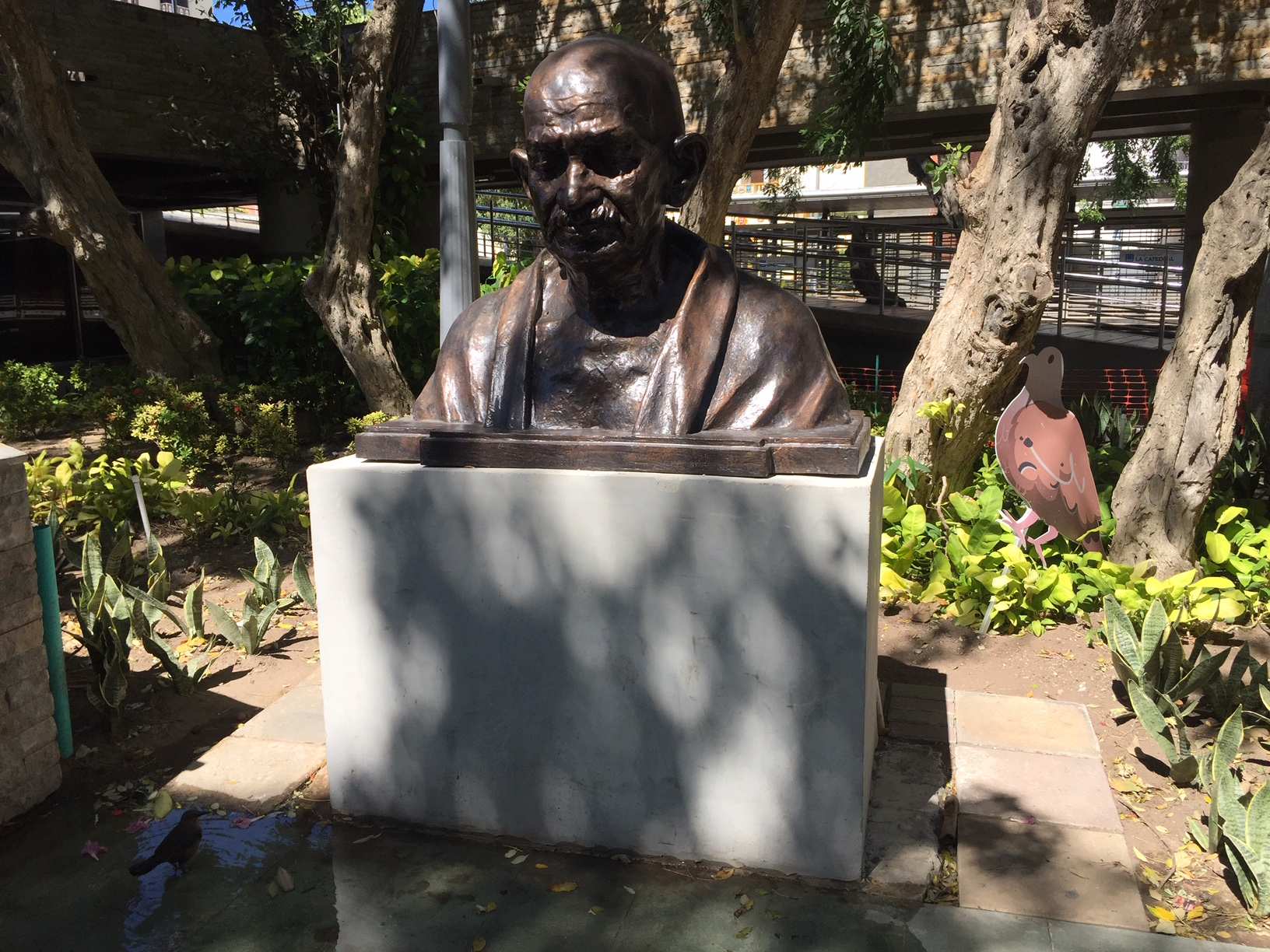
Busto de Gandhi por Ram V. Sutar en la plaza de la Paz de Barranquilla, Colombia.

Sutar diseñó la Estatua de la Unidad, la estatua más alta del mundo ubicada en Gujarat.

## Premios

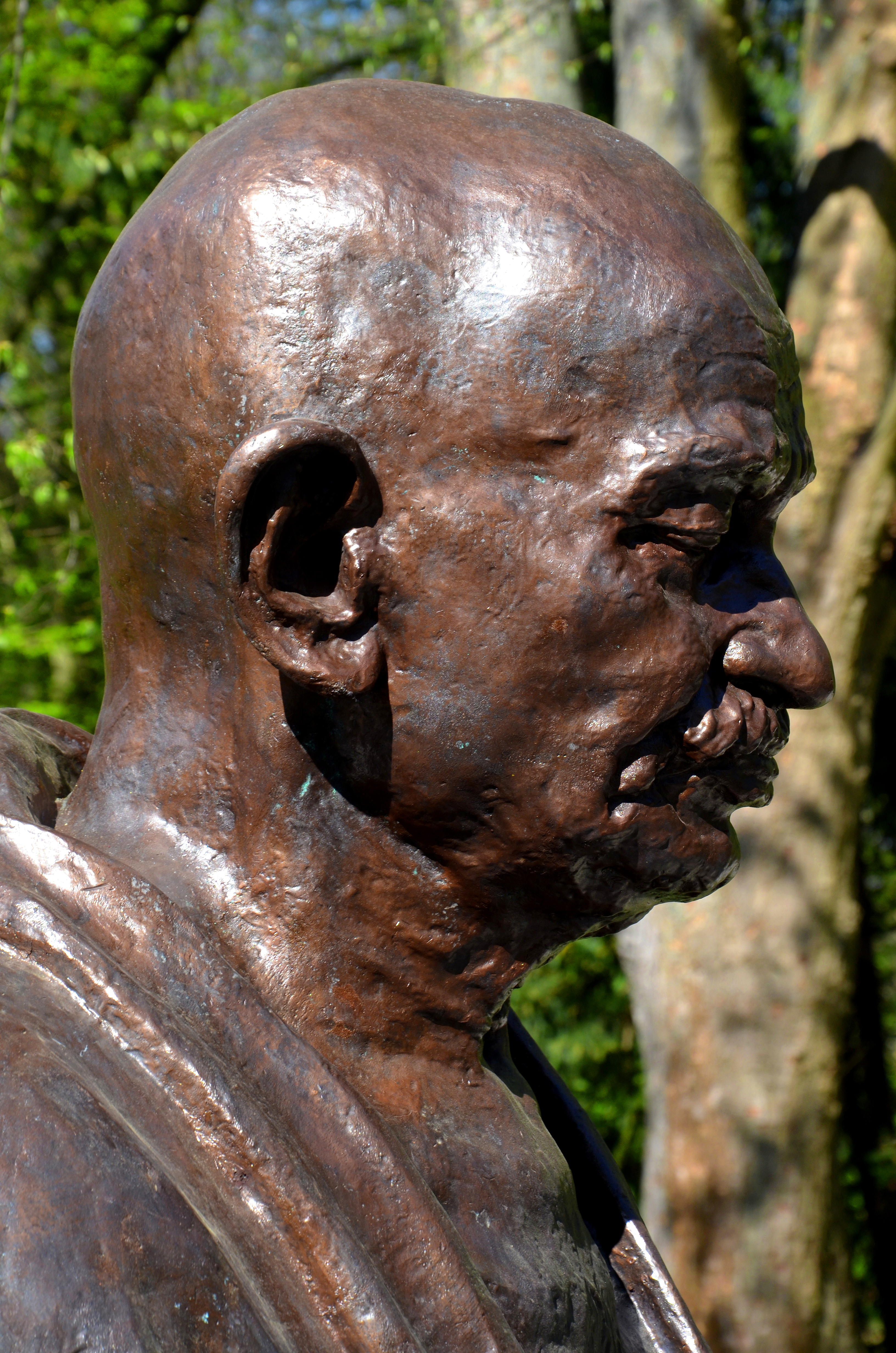
Escultura de Mahatma Gandhi por Ram V. Sutar en Hanover

En 1999 recibió el Padma Shri y en 2016 el Padma Bhushan por parte del gobierno de India. En octubre de 2018, Sutar recibió el Premio Tagore por armonía cultural de 2016.